# Ferretti
Die Ferretti S.p.A., bekannt als Ferretti Group,  mit Sitz in Forlì, ist ein italienischer Hersteller von Luxus-Yachten, der mit seinen Tochtergesellschaften die Ferretti-Gruppe bildet. Die Gruppe ist Europas größter Hersteller von Yachten und erwirtschaftete im Jahr 2018 einen Umsatz von 650 Millionen Euro.

## Geschichte
Das Unternehmen wurde 1968 von Norberto Ferretti (Powerboat-Weltmeister 1994) gegründet und gehörte ab 1998 teilweise, ab 2002 vollständig dem britischen Private-Equity-Investor Permira, der im November 2006 60 % der Anteile für 1,7 Milliarden Euro an die britische Private-Equity-Gruppe Candover verkaufte. Im Frühjahr 2009 musste das Unternehmen jedoch umgeschuldet werden, wobei Candover und Permira aus dem Eigentümerkreis ausschieden und die Mehrheit des Kapitals fortan von Norberto Ferretti, dem Management und Mediobanca gehalten wurde.
Anfang 2012 übernahm die chinesische Weichai Holding Group, eine Tochtergesellschaft von Shandong Heavy Industry für 374 Millionen Euro einen 75-prozentigen Aktienanteil an der Ferretti Group.
Im April 2016 übernahm F Investments S.A., eine Firma des Ferrari-Erben Piero Ferrari, 13,2 % der Ferretti Group.

## Marken
- Ferretti Yachts, das Kerngeschäft des Unternehmens, spezialisiert auf Flybridge-Motoryachten 15 bis 27 Meter Länge.
- Pershing, akquiriert 1998, spezialisiert auf offene Hochleistungs-Motoryachten von 15 bis 35 Meter Länge.
- Itama, akquiriert 2004, spezialisiert auf Yachten von 13 bis 24 Meter Länge.
- Bertram, akquiriert 1998, spezialisiert auf Yachten für Sportfischer von 11 bis 24 Meter Länge.
- Riva, akquiriert 2000, spezialisiert auf offene und Flybridge-Yachten von 10 bis 35 Meter Länge.
- Mochi Craft, akquiriert 2001, spezialisiert auf Motoryachten im Stil neuenglischer „Lobster Boats“ von 13 bis 23 Meter Länge.
- CRN, vormals Costruzioni e Riparazioni Navali S.r.l, akquiriert 1999, baut Motoryachten von 40 und 43 Meter Länge und ist auch spezialisiert auf Stahlhüllen-Motoryachten von 46 bis 85 Meter Länge.
- Custom Line, akquiriert 1996, produziert Maxi-Yachten (26 bis 37 m)

Zur Gruppe gehören auch die auf Yacht-Einrichtungen spezialisierten Diesse Arredamenti S.p.A., und Zago S.p.A., akquiriert 2002 bzw. 2003. Von 2001 bis 2010 war auch der seither verkaufte neapolitanische Bootshersteller Apreamare Teil der Ferretti Group.

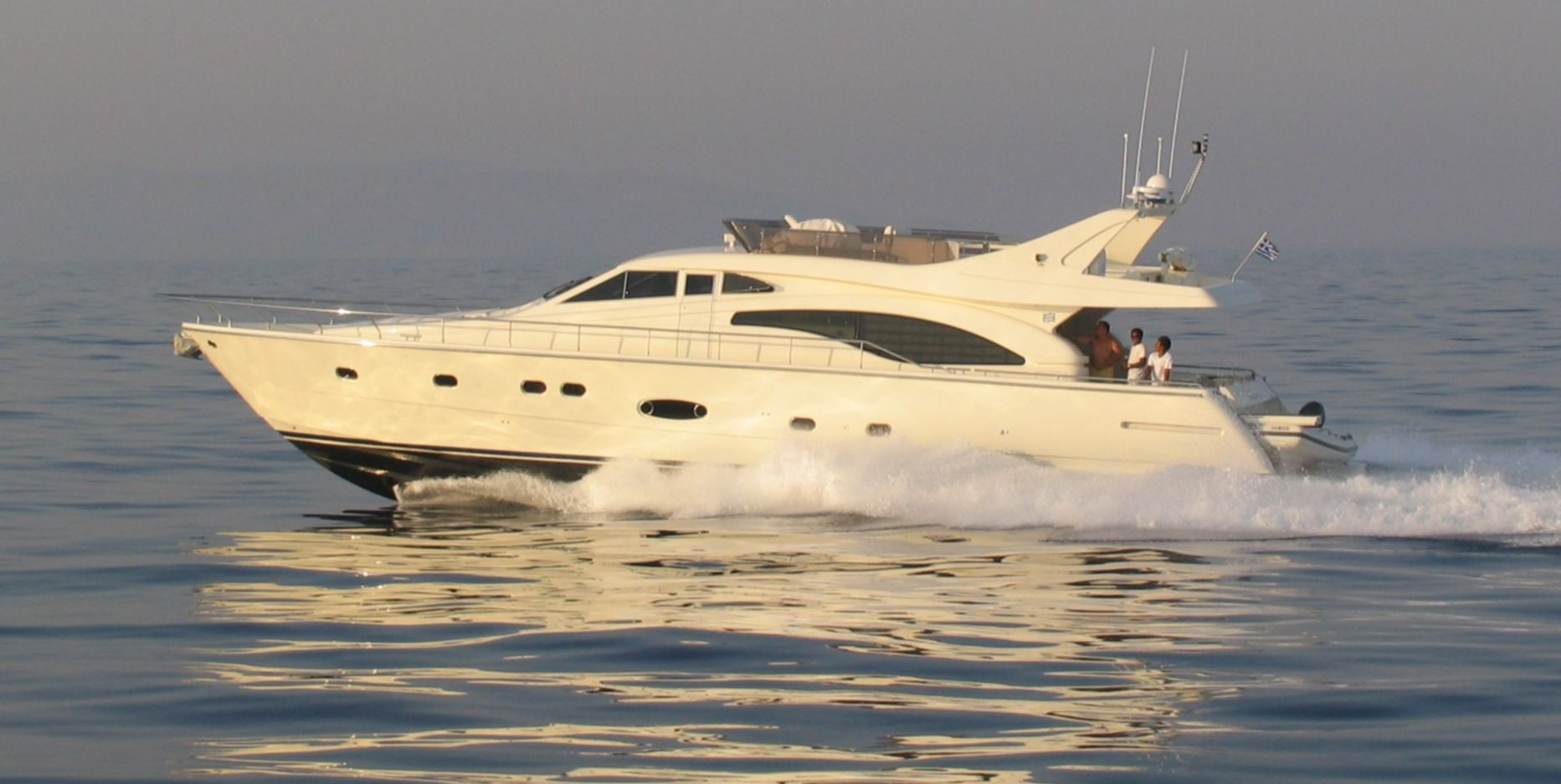
Ferretti 69
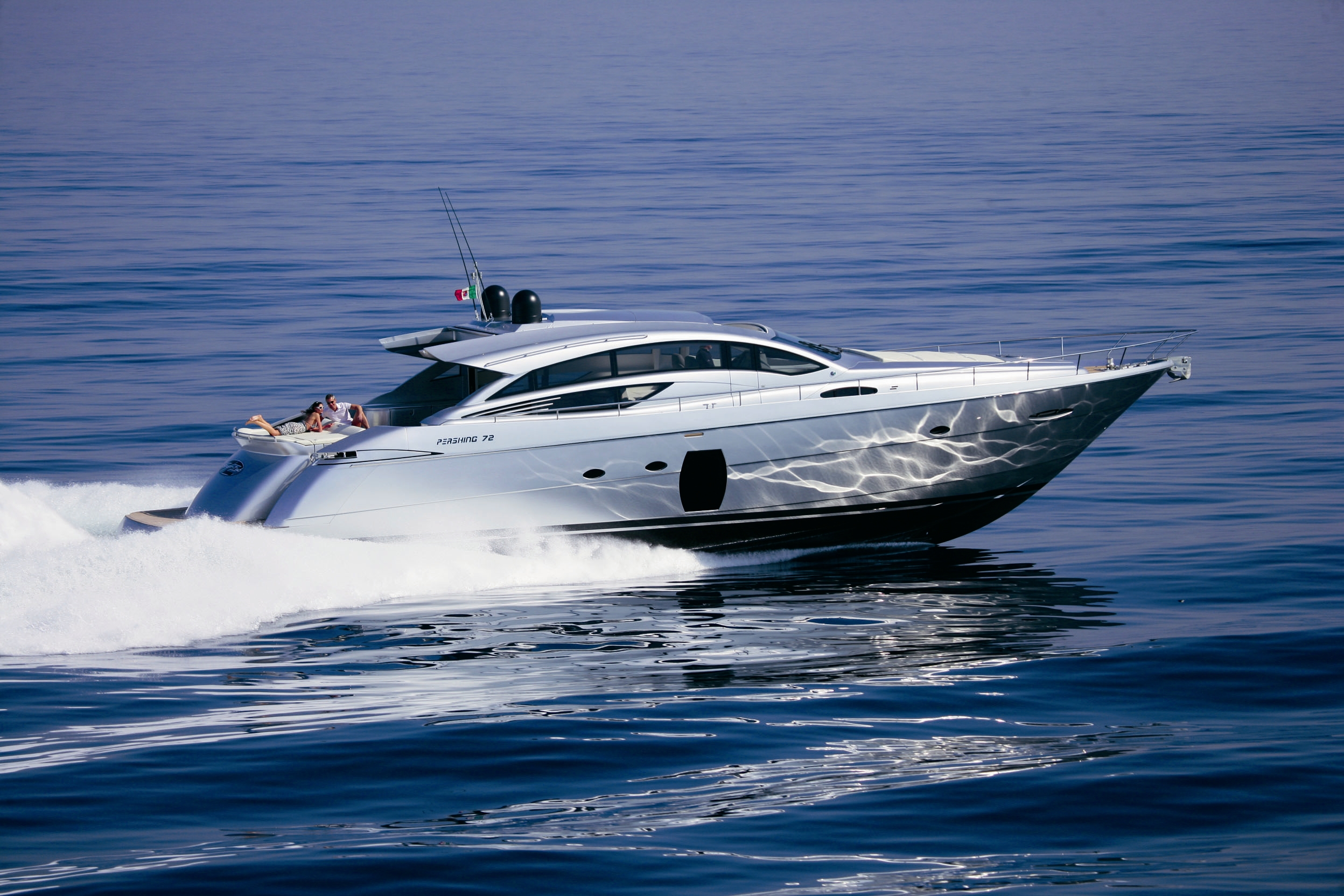
Pershing 72 – „European Powerboat of the Year 2008“
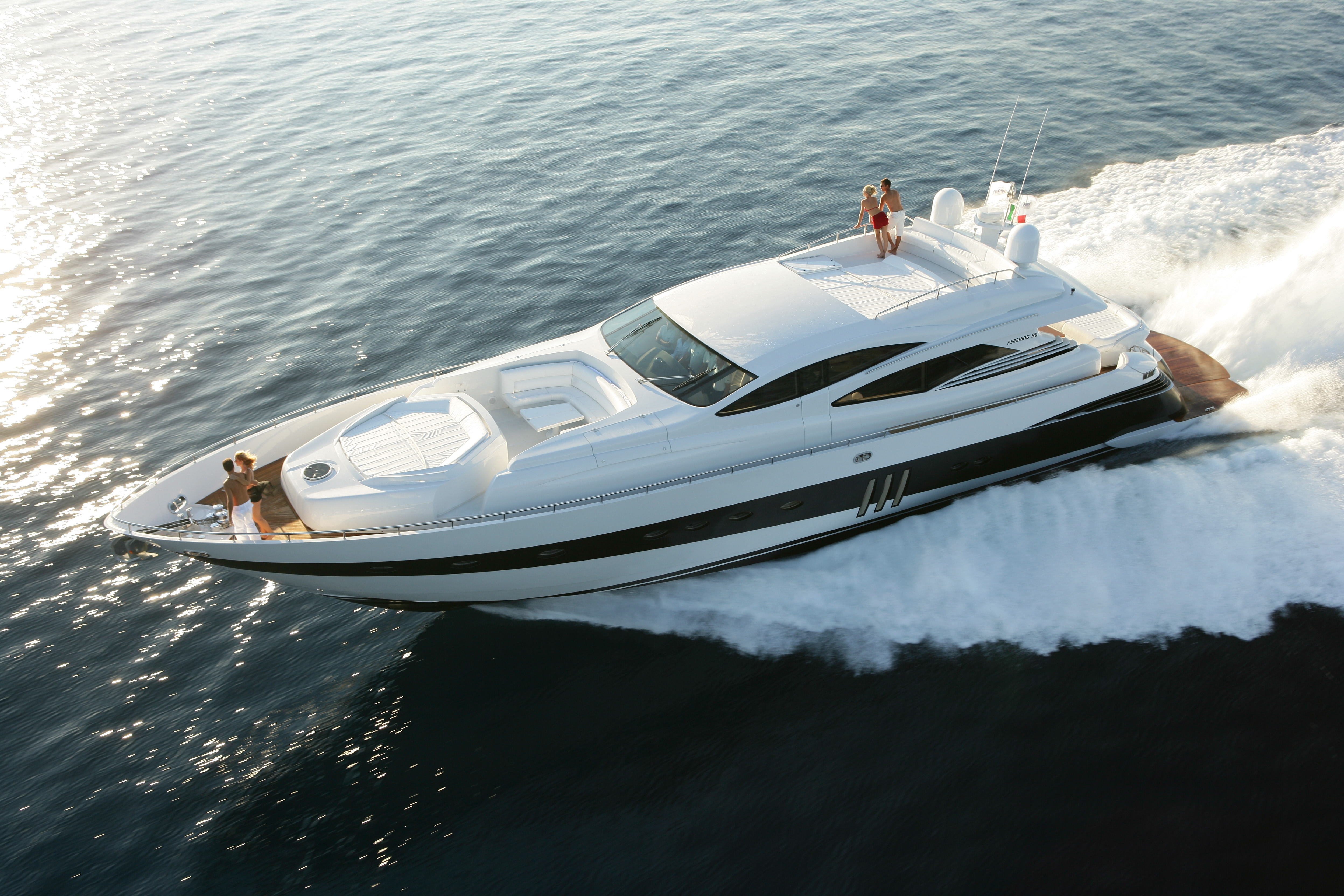
Pershing 90
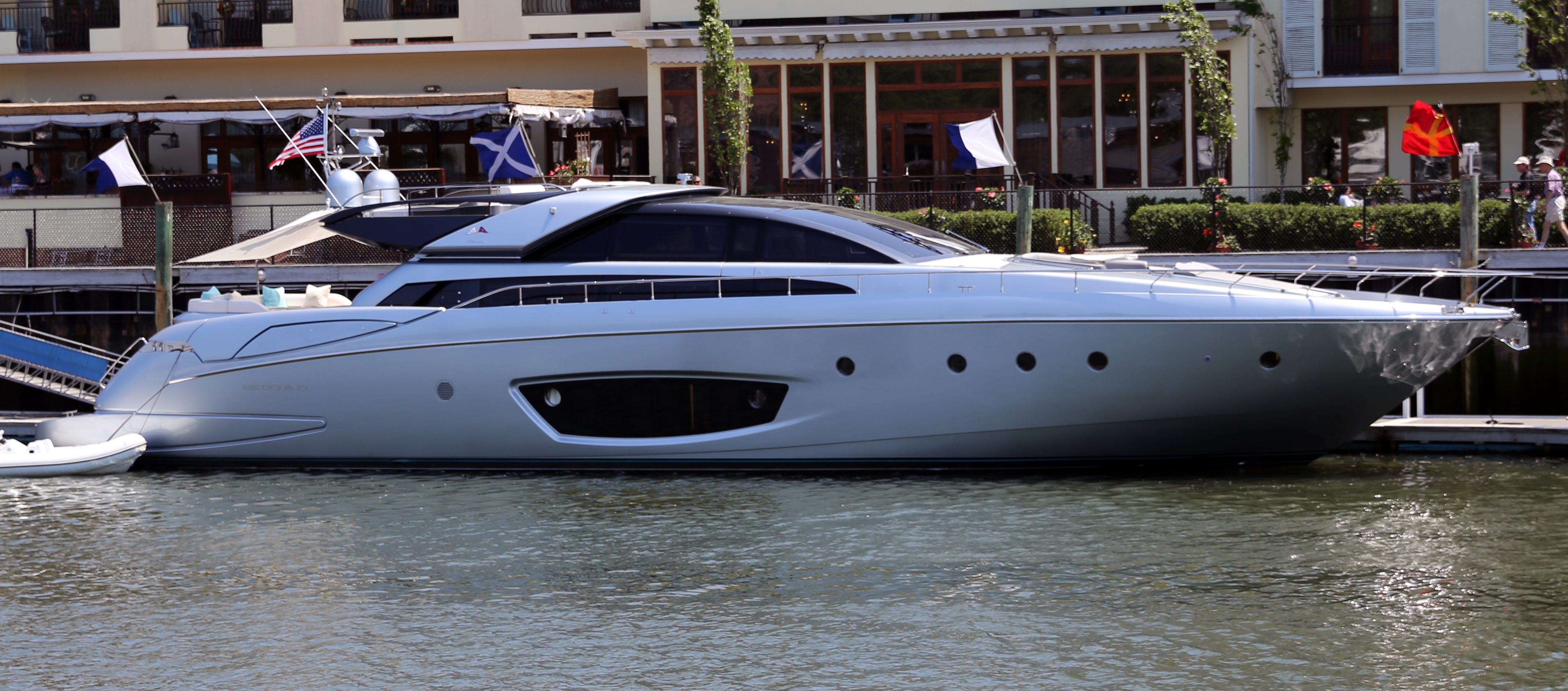
Riva Domino
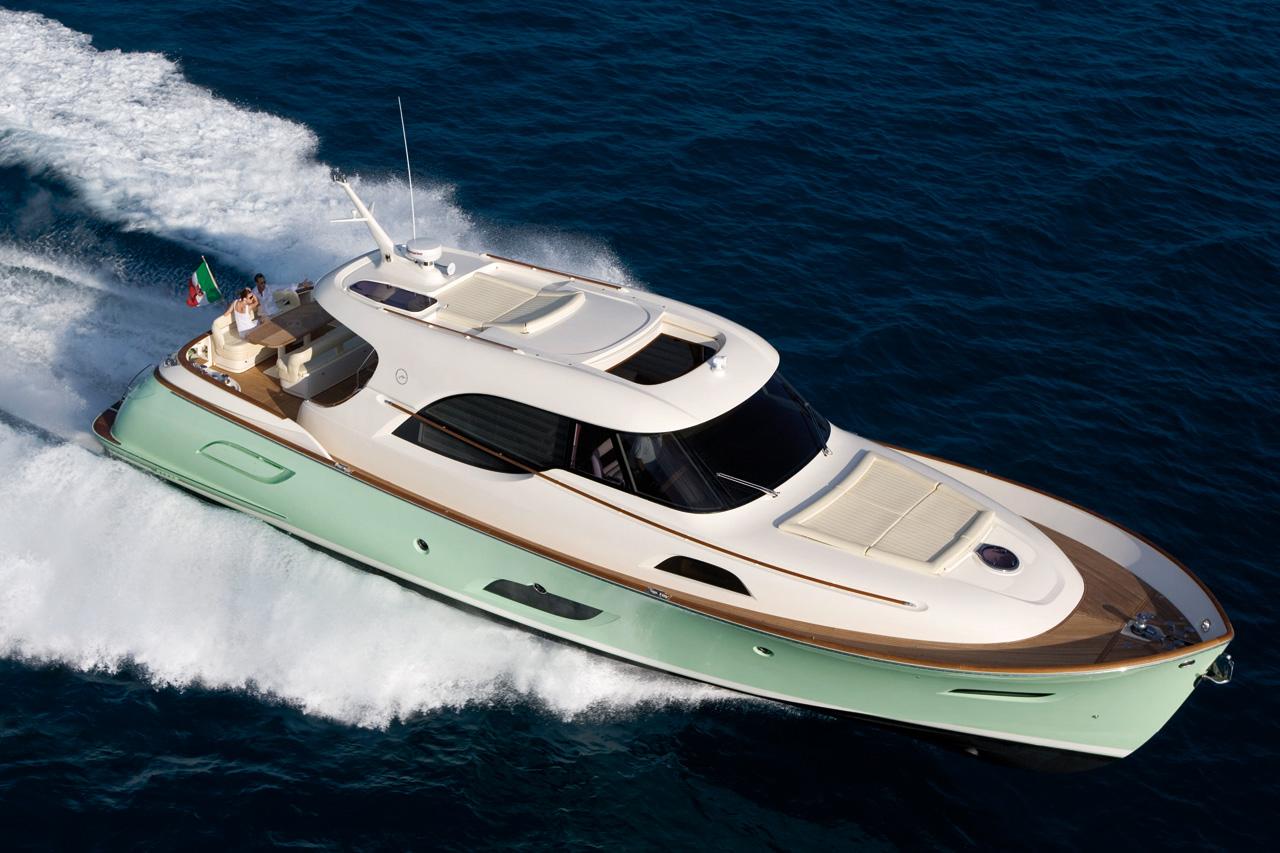
Mochi Dolphin 64